# Battista Antonelli
Battista Antonelli, ou Bautista (1547-1616) est un ingénieur militaire issu d'une famille italienne d'ingénieurs militaires au service des monarques Habsbourg d'Autriche et d'Espagne.

## Biographie
Battista Antonelli naît à Gatteo en Romagne. Il entre au service de Philippe II d'Espagne, en 1570, travaillant avec son frère aîné sur des projets à Oran, en Algérie et en Espagne. En 1581, il est chargé, par le roi, de construire une forteresse, le long du détroit de Magellan, pour protéger cette voie maritime vitale, des attaques des corsaires anglais. Le projet, sous le commandement de Pedro Sarmiento de Gamboa et Diego Flores Valdez, est un échec complet, fondant un établissement de courte durée nommé Rey Don Felipe, plus tard appelé Port de la Faim ou Port Famine, sans aucune fortification. Antonelli rentre en Espagne, malade et désabusé.
Il est cependant convaincu de prendre une seconde commande, en 1586, pour construire des fortifications pour la ville de Carthagène des Indes en Colombie. En utilisant les dernières technologies militaires de l'époque, il conçoit les célèbres défenses de la ville, le château de San Felipe de Barajas, le fort de San Sebastián de Pastelillo et celui de San Fernando.
Antonelli s'embarque ensuite pour Panama où il recommande l'abandon de la ville de Nombre de Dios au profit de Portobelo. À Panama la Vieja, sur la côte Pacifique, il élabore un plan de fortification de la ville, qui ne sera jamais réalisé. Il met ensuite les voiles pour La Havane, où il conçoit les fortifications qui culminent à la forteresse d'El Morro. De là, il rentre en Espagne.
Après plusieurs autres voyages dans les Caraïbes, Battista Antonelli s'installe en Espagne, travaillant dans des forteresses à Gibraltar et dans d'autres endroits. Après avoir œuvré dans l'architecture militaire au Nouveau Monde, il meurt en Espagne, en 1616.
Son frère Giovanni Battista Antonelli est également ingénieur militaire, né en Italie, à Gatteo en Romagne. Il meurt à Tolède, en Espagne, en 1588. Ses œuvres les plus importantes sont une série de tours de guet, le long de la côte de la Méditerranée, en Espagne.

## Galerie

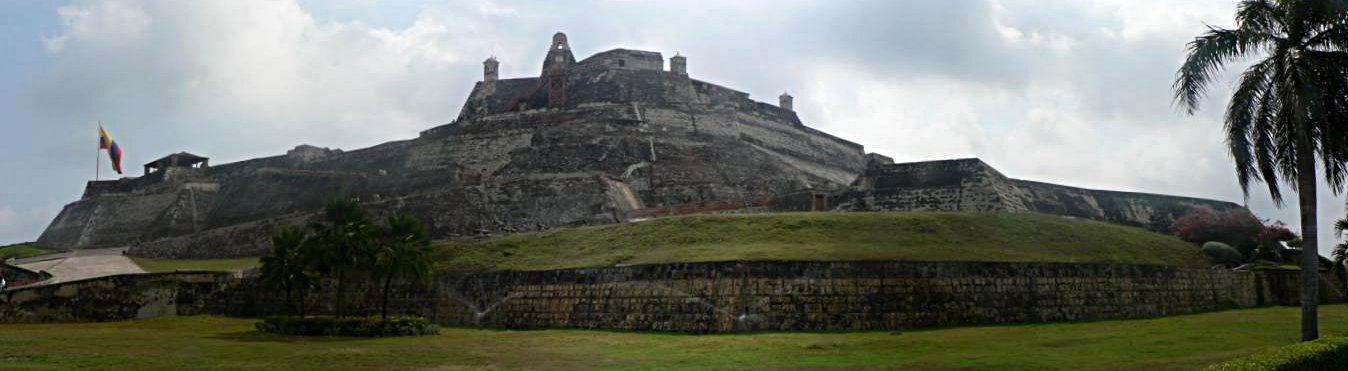
La forteresse de San Felipe de Barajas à Carthagène des Indes, en Colombie
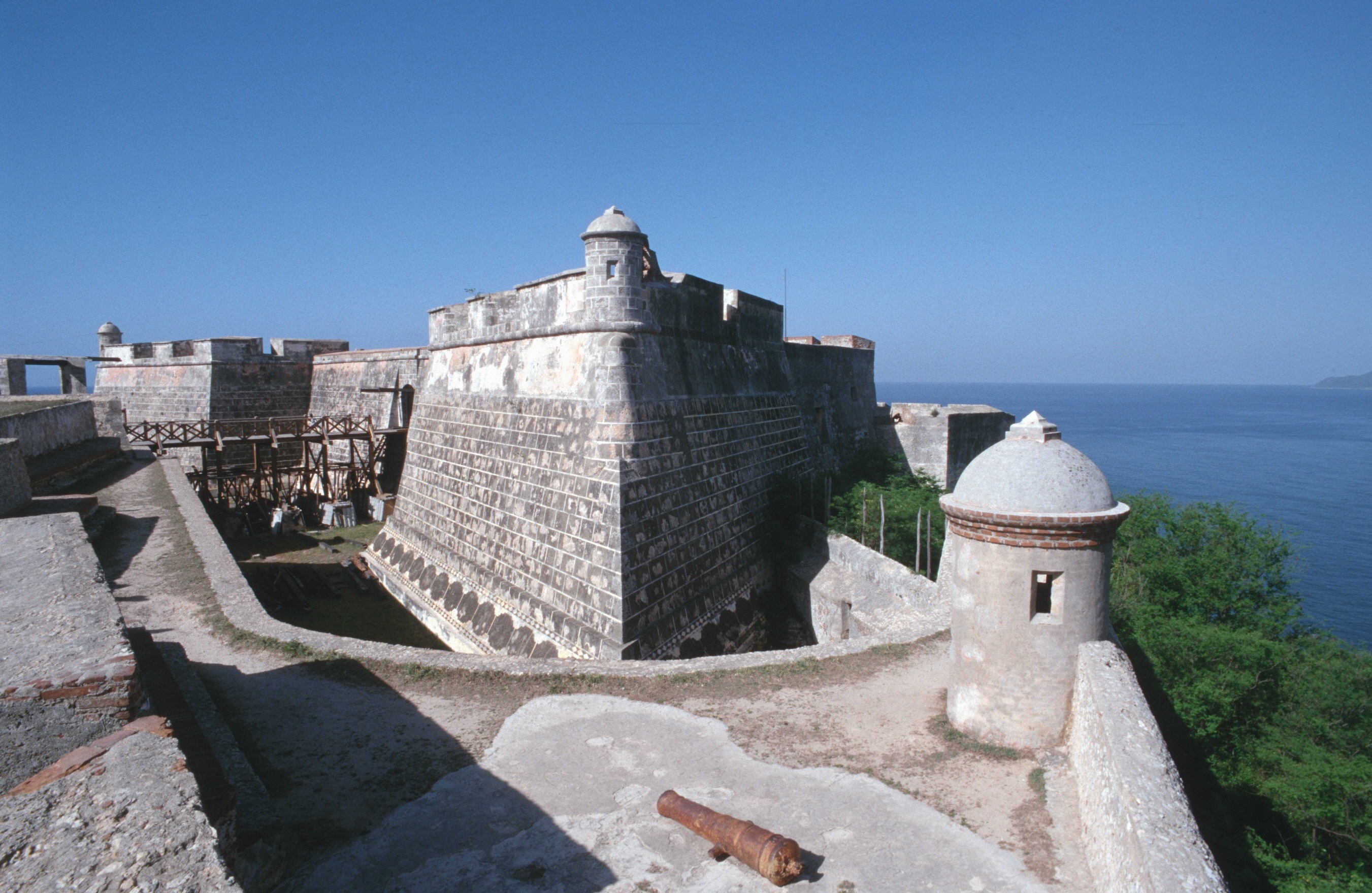
Le château de San Pedro de la Roca à Cuba (Patrimoine mondial).